# Hijra

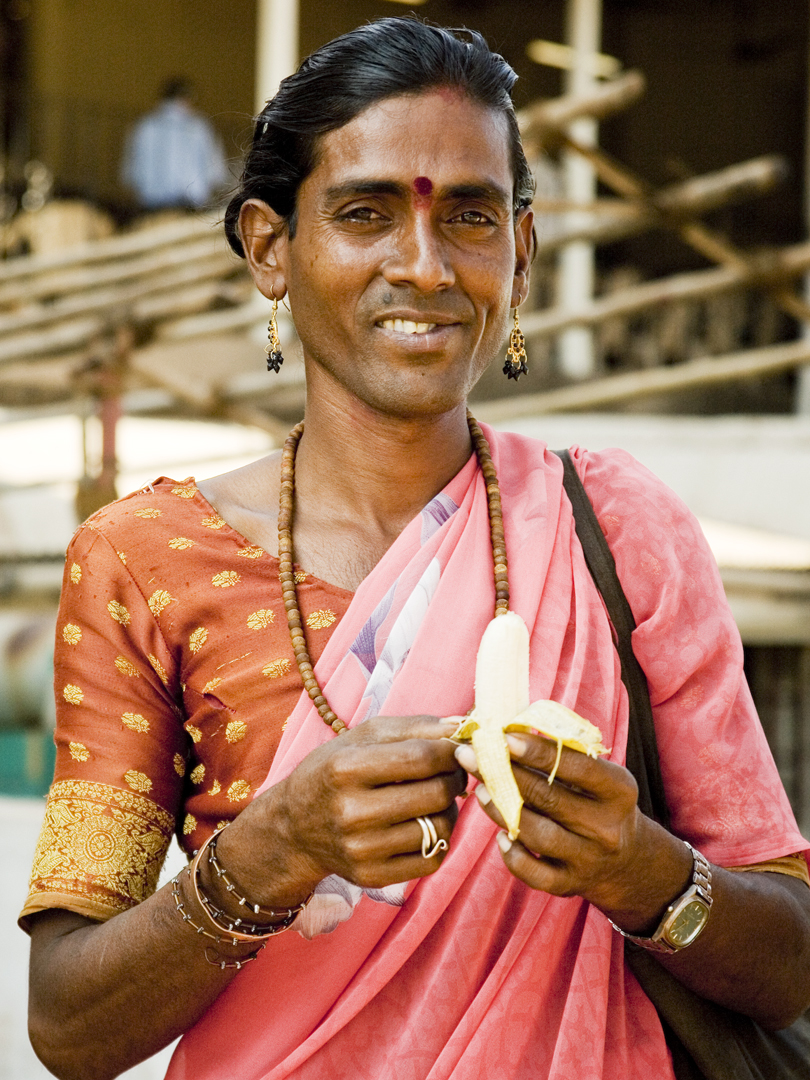
Hijra de Goa, Índia em 1994

Hijra é uma comunidade religiosa hinduísta do subconsciente indiano, os hijra  são pessoas transgênero, intersexo ou eunucos devotas à deusa Bahuchara Mata  e seus seguidores vestem-se e portam-se com características típicamente atribuídas a mulheres. Segundo a tradição religiosa hindu, os hijras têm grande facilidade para "abençoar ou amaldiçoar", o que torna esta comunidade temida e respeitada naquela sociedade.
Em 2014, a suprema corte de justiça do país definiu os hijras como pertencentes a um "terceiro gênero", tornando a situação indiana única na história da antropologia.

## Idioma
A comunidade hijra tem o seu próprio idioma secreto chamado de hijra farsi, que é baseado em hindustâni, porém com muitas diferenças.

## Castração

### Rituais
Para a seita, a castração tanto masculina como feminina deve ser praticada por mulheres especializadas e treinadas para tal, e algumas são treinadas nas artes da sedução para poderem se aproximar dos homens, ou das mulheres, que devem castrar. Na sociedade indiana, a traição também pode resultar na castração da parte infiel, às vezes a mulher traída poderá castrar total ou parcialmente, seu namorado, ou marido traidor. Os homens castrados podem se juntar aos Hijras, ou ficar com suas famílias, mas, na maioria das vezes, vestem-se de mulher.

### Exploração sexual de viciados em ópio
No entanto, apesar dos líderes da seita afirmarem que a castração representa a vontade própria de cada indivíduo, diversos estudos apontam, como causas reais para tal mutilação, crimes como coação, sequestro e ameaças contra indivíduos socialmente vulneráveis, como andarilhos e usuários de drogas. Segundo a ONG Sahara Group, instituição que trabalha com reabilitação social, estes crimes são cometidos por organizações criminosas que atuam na exploração sexual de homens e meninos, no submundo da sociedade indiana. De acordo com Arun Kumar, secretário-geral dessa instituição,  "[…] Gurus eunucos e seus agentes pagos pegam esses jovens sequestrados viciados em ópio e depois os iniciam na prostituição. Por fim, eles são castrados em uma operação sangrenta e arriscada." Indira, secretária-geral da Hijra Kalyan Sabha afirma: "…Esses gurus tornaram-se milionários, fazendo de seres humanos mercadoria…" 

### Violação dos direitos humanos de crianças
A comunidade religiosa também é formada por meninos vitimados por abuso sexual, que são conduzidos pelos próprios pais para castração.[carece de fontes?]  Outros meninos, no entanto, seriam  tomados por sequestro e então castrados pelos líderes da seita.

## A influência na política indiana
Os indivíduos da comunidade não exerciam o direito eleitoral devido à orientação de seus líderes, que os aconselhavam a não se definir como homens, ou como mulheres. Porém em 2009, o tribunal eleitoral indiano, após diversos protestos e mobilizações da comunidade, decidiu agregar uma nova possibilidade de gênero em documentos oficiais, que denominou como 'outros'. Estes indivíduos então foram autorizados por seus líderes a se denominar como 'outros' e puderam exercer o direito eleitoral em todo o país.
Um hijra chamado Shabnam Mousi fez história por se tornar o primeiro hijra a ser eleito para a Assembleia Legislativa do estado de Madia Pradexe na legislatura de 1998 a 2003 e, atualmente, vários hijras ganharam destaque naquela região do país. Cinco deles, incluindo Shabnam, batizados como paanch Pandavas, foram eleitos para vários cargos públicos. Kamla Jaan tornou-se prefeito de Murwara, enquanto Meenabai tornou-se presidente da câmara do município de Sehora, a mais antiga entidade cívica do país.